# Meneer Piem en de Kalkoen
Meneer Piem en de Kalkoen is een kinderboek geschreven door auteur Hans Meeuws (1943), uitgegeven door Uitgeverij Kosmos in 1982, met illustraties van Ton Hoogendoorn.
In het boek staan de thema’s vriendschap, reizen en muziek centraal staan. Tevens korte muzikale composities in van Meeuws.

## Verhaal
Meneer Piems allerbeste vriend is de kalkoen, een wispelturig, reislustig dier dat nogal wat noten op zijn zang heeft. Om hem te vriend te houden gaat meneer Piem steeds weer met hem op stap. Ze reizen met een oude auto, op een vlot en in een luchtballon en beleven allerlei merkwaardige avonturen die vaak vergezeld gaan van een lied.
Wanneer ze elkaar in een ver land kwijtraken, is de kalkoen wanhopig en diep ongelukkig, hij denkt dat hij meneer Piem nooit terugziet. Maar ze vinden elkaar terug en samen keren ze huiswaarts.

## CIP-gegevens
Meeuws, Hans - Meneer Piem en de Kalkoen. Hans Meeuws; met tek. van Ton Hoogendoorn. Amsterdam [etc.]: Kosmos.- I11. UDC 82-93 UGI 320 Trefw.: jeugdboeken; verhalen ISBN 90-215-1084-7 geb. D/1982/0334/40